# Marina Plótnikova
Marina Vladímirovna Plótnikova (en ruso: Мари́на Влади́мировна Пло́тникова; 11 de mayo de 1974 - 30 de junio de 1991) fue la primera mujer a la que se le otorgó el título de Héroe de la Federación de Rusia; recibió el título póstumamente en 1992 después de rescatar a tres niñas que se estaban ahogando en el río Jopior, acción que le costó su propia vida. Fue uno de los héroes más jóvenes de la Federación de Rusia (junto con Magomed Tashukhadzhiev, de 15 años).

## Biografía
Marina Plótnikova nació el 11 de mayo de 1974 en la pequeña localidad rural de Zubrilovo situado en el distrito administrativo (raión) de Tamalinsky del óblast de Penza (Unión Soviética) en el seno de lo que se convirtió en una gran familia rusa; como la tercera de seis hijos, tuvo cinco hermanos: Natalia, Zhanna, Yelena, Aleksandr y Vladímir. En la escuela obtuvo excelentes calificaciones y finalmente se convirtió en miembro del Komsomol, así como asistente de su maestra antes de graduarse en 1991.
El 30 de junio de 1991, un caluroso día de verano, sus hermanas menores Zhanna y Yelena, junto con su amiga Natalia Vorobyova, fueron a nadar al río Jopior cerca del viejo molino. La mayoría de las partes del río son relativamente poco profundas y hay una pequeña isla cubierta de arbustos cerca, pero a pesar de la apariencia benigna del río, las fuertes corrientes y los remolinos representan una amenaza para los nadadores. Cuando Natalia se alejó de la costa hacia aguas más profundas, comenzó a ahogarse, a lo que Marina se apresuró a rescatarla y la puso a salvo. Sin embargo, las hermanas menores de Marina, Zhanna y Yelena, fueron tras ella porque estaban preocupadas por su hermana, solo para terminar también en el remolino y requerir que Marina brindara ayuda adicional. Después de haber usado toda su energía restante para salvar a Zhanna y Yelena, Marina se ahogó. Fue enterrada en su pueblo natal de Zubrilovo.
La muerte de una chica joven de solo 17 años mientras salvaba a tres niñas, fue ampliamente publicitada en la prensa regional, que comparó sus acciones con las de los niños héroes de guerra de la Segunda Guerra Mundial.
Por decreto del presidente de la Federación de Rusia, Borís Yeltsin, del 25 de agosto de 1992 N.º 925 «por el coraje y el heroísmo demostrados en el rescate de tres niñas que se estaban ahogando», Marina Plotnikova recibió el título de Héroe de la Federación de Rusia (póstumamente). Se convirtió así en la primera mujer y la sexta en la historia de la Federación de Rusia en recibir este título (antes que ella, el título únicamente se había concedido a tres pilotos y dos cosmonautas). Marina también se convirtió en la primera Heroína de la Federación de Rusia en su región natal, el óblast de Penza.